# Globus Toolkit
Globus Toolkit, es un software libre para construir grids computacionales desarrollado por la Globus Alliance.

## Estándares
Globus Toolkit es una implementación de, entre otros, los siguientes estándares:
- Open Grid Services Architecture (OGSA)
- Open Grid Services Infrastructure (OGSI) -- especificación reemplazada por WSRF y WS-Management.
- Web Services Resource Framework (WSRF)
- Job Submission Description Language (JSDL)
- Distributed Resource Management Application API (DRMAA)
- WS-Management
- WS-BaseNotification
- SOAP
- WSDL
- Grid Security Infrastructure (GSI)